# Тот, Дьюла
Дьюла Тот (венг. Tóth Gyula; 16 апреля 1927, Шальготарьян, Венгрия — 18 марта 2001, Будапешт, Венгрия) — венгерский борец греко-римского и вольного стилей, бронзовый призёр Олимпийских игр, бронзовый призёр чемпионата мира, бронзовый призёр розыгрыша Кубка мира .

## Биография
В 1954 году остался пятым на чемпионате мира.
На Летних Олимпийских играх 1956 года в Мельбурне боролся в соревнованиях как по греко-римской борьбе, так и по вольной борьбе в лёгком весе (до 67 килограммов). По регламенту турнира борец получал в схватках штрафные баллы. Набравший 5 штрафных баллов спортсмен выбывал из турнира.
В греко-римской борьбе титул оспаривали 10 борцов.
Дьюла Тот дошёл до финальных схваток, но обе проиграл и обе чисто, завоевав таким образом бронзовую медаль Олимпийских игр.
| Выступление на Олимпийских играх 1956 года (GR) | Выступление на Олимпийских играх 1956 года (GR) | Выступление на Олимпийских играх 1956 года (GR) | Выступление на Олимпийских играх 1956 года (GR) | Выступление на Олимпийских играх 1956 года (GR) | Выступление на Олимпийских играх 1956 года (GR) | Выступление на Олимпийских играх 1956 года (GR) |
| Круг                                            | Соперник                                        | Страна                                          | Результат                                       | Баллы                                           | Всего баллов                                    | Время схватки                                   |
| ----------------------------------------------- | ----------------------------------------------- | ----------------------------------------------- | ----------------------------------------------- | ----------------------------------------------- | ----------------------------------------------- | ----------------------------------------------- |
| 1                                               | Думитру Георге                                  | Румыния                                         | Победа Туше                                     | 0                                               | 0                                               | 11:55                                           |
| 2                                               | Владимир Росин                                  | Союз Советских Социалистических Республик       | Победа По очкам                                 | 2-1 −1                                          | -1                                              |                                                 |
| 3                                               | Бартль Брётцнер                                 | Австрия                                         | Победа По очкам                                 | 3-0 −1                                          | -2                                              |                                                 |
| 4                                               |                                                 |                                                 |                                                 |                                                 |                                                 |                                                 |
| 5                                               |                                                 |                                                 |                                                 |                                                 |                                                 |                                                 |
| 6                                               |                                                 |                                                 |                                                 |                                                 |                                                 |                                                 |
| 7                                               | Рыза Доган                                      | Турция                                          | Поражение Туше                                  | -3                                              | -5                                              | 7:15                                            |
| Финал                                           | Кюёсти Лехтонен                                 | Финляндия                                       | Поражение Туше                                  |                                                 |                                                 | 8:06                                            |

В вольной борьбе титул оспаривали 19 борцов.
Дьюла Тот не попал в число финалистов, оставшись на четвёртом месте.
| Выступление на Олимпийских играх 1956 года (LL) | Выступление на Олимпийских играх 1956 года (LL) | Выступление на Олимпийских играх 1956 года (LL) | Выступление на Олимпийских играх 1956 года (LL) | Выступление на Олимпийских играх 1956 года (LL) | Выступление на Олимпийских играх 1956 года (LL) | Выступление на Олимпийских играх 1956 года (LL) |
| Круг                                            | Соперник                                        | Страна                                          | Результат                                       | Баллы                                           | Всего баллов                                    | Время схватки                                   |
| ----------------------------------------------- | ----------------------------------------------- | ----------------------------------------------- | ----------------------------------------------- | ----------------------------------------------- | ----------------------------------------------- | ----------------------------------------------- |
| 1                                               | Хуан Ролон                                      | Аргентина                                       | Победа Туше                                     | 0                                               | 0                                               | 12:15                                           |
| 2                                               | Имам Али Хабиби                                 | Союз Советских Социалистических Республик       | Поражение По очкам                              | 0-3 −3                                          | -3                                              |                                                 |
| 3                                               | Улле Андерберг                                  | Швеция                                          | Победа Неявка соперника                         | 3-0 0                                           | -3                                              |                                                 |
| 4                                               | Томми Эванс                                     | Соединённые Штаты Америки                       | Победа По очкам                                 | 3-0 −1                                          | -4                                              |                                                 |
| 5                                               | Алимбег Бестаев                                 | Союз Советских Социалистических Республик       | Поражение По очкам                              | 1-2 −2                                          | -6                                              |                                                 |

В 1957 году остался четвёртым на чемпионате мира по вольной борьбе, в 1958 году завоевал «бронзу» розыгрыша Кубка мира, тоже по вольной борьбе, и «бронзу» чемпионата мира по греко-римской борьбе. В 1959 году снова остался четвёртым на чемпионате мира по вольной борьбе.
На Летних Олимпийских играх 1960 года в Риме боролся в соревнованиях по вольной борьбе в лёгком весе (до 67 килограммов). По регламенту турнира борец получал в схватках штрафные баллы. Набравший 5 штрафных баллов спортсмен выбывал из турнира. Титул оспаривали 24 борца.
Дьюла Тот, проиграв в первых же двух встречах, из турнира выбыл.
| Выступление на Олимпийских играх 1960 года | Выступление на Олимпийских играх 1960 года | Выступление на Олимпийских играх 1960 года | Выступление на Олимпийских играх 1960 года | Выступление на Олимпийских играх 1960 года | Выступление на Олимпийских играх 1960 года | Выступление на Олимпийских играх 1960 года |
| Круг                                       | Соперник                                   | Страна                                     | Результат                                  | Баллы                                      | Всего баллов                               | Время схватки                              |
| ------------------------------------------ | ------------------------------------------ | ------------------------------------------ | ------------------------------------------ | ------------------------------------------ | ------------------------------------------ | ------------------------------------------ |
| 1                                          | Кацуо Абэ                                  | Япония                                     | Поражение По очкам                         | -3                                         | -3                                         |                                            |
| 2                                          | Владимир Синявский                         | Союз Советских Социалистических Республик  | Поражение Туше                             | -4                                         | -7                                         |                                            |

Умер в 2001 году.